# پیمبل (نیو ساوت ولز)
پیمبل (به انگلیسی: Pymble) یک حومه شهر در استرالیا است که در نیو ساوت ولز واقع شده‌است.